# Stephan Nitsch
Stephan Nitsch (* 23. Juni 1956 in Quedlinburg; † 9. August 2008 in Langenhagen) war ein deutscher Ingenieur.

## Leben
Er begann sich bereits in seiner Jugend mit den Ansätzen, die zur Entwicklung der modernen Luftfahrt geführt hatten, zu beschäftigen. Im Anschluss an den Wehrdienst studierte er Maschinenbau an der Technischen Hochschule Magdeburg. Nach ersten Nachbauten Otto Lilienthals verfolgte er zunächst aktiv die Entwicklung des Drachenfluges (vgl. Hängegleiter) und gilt als einer der Pioniere dieses Sports in der DDR. Aus Weidenruten, Staubsaugerrohr und Zeltstangen entwarf er den „Lump“ – einen Rogallogleiter nach westdeutschen Plänen. Nachdem die Grenzpolitik der DDR ihm jegliche Möglichkeit, diesen Sport auszuüben, untersagt hatte, begann er mit dem Nachbau historischer Fluggeräte des in Anklam geborenen Flugpioniers für das Otto-Lilienthal-Museum.
Nach der politischen Wende 1989 wandte Stephan Nitsch sich dem nun legalen Drachenflugsport zu und verfasste ein Buch (Vom Sprung zum Flug) über die von ihm gebauten Replika der Flugapparate Lilienthals und seiner Schüler und die technische Geschichte des Hängegleiters.
Stephan Nitsch lebte mit seiner Frau im Raum Hannover und arbeitete als Ingenieur in der Luftfahrtindustrie.
Er verstarb an einer Krebserkrankung.

## Schriften
- Stephan Nitsch: Vom Sprung zum Flug. Brandenburgisches Verlagshaus, 1991, ISBN 3-327-01090-0, download
- Stephan Nitsch: Ganz einfach Fliegen. Ergänzt und herausgegeben von Claus Gerhard. Metropol Verlag, 2012